# Michael Grimminger
Michael Grimminger (* 1960) ist ein deutscher Politologe. Er war Redenschreiber für mehrere baden-württembergische Ministerpräsidenten.

## Berufliche Tätigkeit
Grimminger war nach seinem Studium zunächst unter anderem Assistent des nach eigenem Verständnis christlich-konservativen Publizisten und Sozialphilosophen Günter Rohrmoser, Redakteur bzw. Herausgeber einiger seiner Werke (u. a. Der Ernstfall – die Krise unserer liberalen Republik, Nietzsche als Diagnostiker der Gegenwart, Deutschlands Tragödie: der geistige Weg in den Nationalsozialismus, Geistige Wende: christliches Denken als Fundament des Modernen Konservativismus).
1995 legte er seine Dissertation an der Universität Hohenheim vor.
2002 wurde er unter dem baden-württembergischen Ministerpräsidenten Erwin Teufel (CDU) Mitglied des Redenschreiberteams im Referat 43 des Staatsministerium Baden-Württembergs. Das Referat war Teil der von Julian Würtenberger geleiteten Abteilung IV „Grundsatz und Planung, Sozial- und Gesellschaftspolitik, Bundesangelegenheiten“.
Einer breiteren Öffentlichkeit wurde er als Verfasser der Trauerrede bekannt, die Teufels Amtsnachfolger Günther Oettinger (CDU) am 11. April 2007 anlässlich des Todes des früheren Ministerpräsidenten Hans Filbinger (CDU) hielt. Filbinger war wegen seiner Tätigkeit als Marinerichter im Nationalsozialismus und seiner Rechtfertigung derselben nach dem Krieg umstritten gewesen und schließlich zurückgetreten. Insbesondere die in der Rede enthaltene Aussage „Hans Filbinger war kein Nationalsozialist. Im Gegenteil: Er war ein Gegner des NS-Regimes“ stieß auf heftige Kritik und löste einen bundesweiten politischen Skandal aus. Die Formulierungen, die zum Teil von einer Internetseite des Studienzentrums Weikersheim stammten, das Filbinger nach seinem erzwungenen Rücktritt gegründet hatte, wurden unter anderem von zahlreichen renommierten Historikern (z. B. Wolfram Wette und Manfred Messerschmidt, Hugo Ott) als unhaltbare Geschichtsklitterung und „Verunglimpfung der Angehörigen des Widerstandes“ (Hans Mommsen) bezeichnet. Oettinger musste sie später auf massiven Druck der Öffentlichkeit und der CDU-Parteivorsitzenden Angela Merkel hin zurücknehmen.
Am 28. April 2007 berichtete die Stuttgarter Zeitung, dass Grimminger inzwischen innerhalb des Staatsministeriums ins „Referat für bundespolitische Themen“ versetzt wurde. Eine Versetzung in ein anderes Ministerium werde geprüft.

## Werke (Auswahl)
Neben der redaktionellen Bearbeitung und Herausgabe verschiedener Publikationen Günter Rohrmosers stammen unter anderem folgende Veröffentlichungen von Michael Grimminger:
- Revolution und Resignation: Sozialphilosophie und die geschichtliche Krise im 20. Jahrhundert bei Max Horkheimer und Hans Freyer (= Philosophische Schriften, Band 19). Duncker & Humblot, Berlin, ISBN 3-428-08778-X. Zugleich: Dissertation, Universität Hohenheim, 1995.
- Ein Leben für die christlich-freiheitliche Demokratie. In: Fred Ludwig Sepaintner (Hrsg.:) Hans Filbinger – Aus neun Jahrzehnten. DRW-Verlag, Leinfelden-Echterdingen/Karlsruhe 2003, ISBN 3-87181-536-5.